# Falcon Heavy
Falcon Heavy este un sistem de lansare spațial dezvoltat de compania privată americană SpaceX. Constă din nucleul standard al rachetei Falcon 9 și va putea transporta o sarcină utilă de aproximativ 64 de tone, comparativ cu doar 23 de tone ale lui Falcon 9. Prima lansare a avut loc la 6 februarie 2018.
Falcon Heavy va utiliza un total de 28 de motoare de rachetă Merlin 1D (9 per nucleu, 1 în stadiul de avansare) dezvoltate de asemenea de SpaceX, care ard oxigen lichid (LOX) și kerosen (RP-1) de propulsie. Falcon Heavy este planificat să fie capabil de a transporta:
- 63.800 kg până la Orbita joasă a Pământului (OJP)
- 22.200 kg până la orbita de transfer geostaționară (OTG)
- 13.600 kg până la Marte.

Sarcina utilă până la OJP se încadrează în gama sistemelor de lansare în cadrul sistemului de clasificare utilizate de către o comisie de revizuire NASA a zborului spațial uman. Specialiștii de marketing SpaceX susțin că Falcon Heavy va fi capabil să ofere mai multe sarcini utile pe orbită decât orice vehicul de lansare de la Saturn V (1967-73).

## Istoria proiectului
Conceptele pentru un vehicul de lansare Falcon Heavy au fost inițial discutate încă din 2004. SpaceX a dezvăluit publicului planul Falcon Heavy la o conferință de presă de la Washington DC, în aprilie 2011, cu un zbor de testare inițial așteptat în 2013. 
Un număr de factori au întârziat zborul planificat cu 5 ani până în 2018, incluzând două anomalii cu vehiculele de lansare Falcon 9, care necesită toate resursele de inginerie dedicate analizei defecțiunilor, oprirea operațiunilor de zbor timp de mai multe luni. Integrarea și provocările structurale ale combinării a trei nuclee Falcon 9 au fost mult mai dificile decât se aștepta .
În iulie 2017, Elon Musk a spus: "De fapt, a fost mai greu să faci Falcon Heavy decât ne-am gândit ... într-adevăr, mult mai greu decât ne-am gândit inițial.
Zborul de încercare inițial pentru un Falcon Heavy a fost ridicat la 6 februarie 2018, la ora 15:45 EST, după o întârziere de două ore datorată condițiilor nefavorabile de vânt.

## Testarea
Până în mai 2013, la SpaceX Rocket Development and Test Facility din McGregor, Texas, a fost construit un nou stand de testare parțial subteran, în special pentru a testa nucleul triplu și douăzeci și șapte motoarele rachetelor Falcon Heavy . Cu toate acestea, nu au avut loc teste triple-core la McGregor. Până în 2017, SpaceX a efectuat primul test de foc static al centrului nucleului Falcon Heavy de proiectare a zborului de la unitatea McGregor. 
În iulie 2017, Musk a discutat public provocările legate de testarea unui vehicul de lansare complex, cum ar fi Falcon Heavy cu trei nuclee, indicând că o mare parte a noului design "este cu adevărat imposibil de testat pe teren" și că nu poate fi testat în mod eficient independent de teste efective de zbor. 
Până în septembrie 2017, toate cele trei nuclee de primă treaptă au terminat testele lor statice de foc pe terenul de testare la sol . Primul test de incendiu static Heavy Falcon a fost efectuat la 24 ianuarie 2018. 